# Ciocalypta porrecta
Ciocalypta porrecta är en svampdjursart som först beskrevs av Topsent 1928.  Ciocalypta porrecta ingår i släktet Ciocalypta och familjen Halichondriidae.
Artens utbredningsområde är Kap Verde. Inga underarter finns listade i Catalogue of Life.